# La Parisienne (Manet)
Pour les articles homonymes, voir La Parisienne.
La Parisienne est une peinture à l'huile de l'artiste français Édouard Manet réalisée en 1883. Le tableau fait partie des collections du Musée national de Stockholm depuis 1917.

## Description
Le tableau représente une Parisienne moderne, vêtue d'une robe noire avec une taille marquée et une tournure drapée (une attelle en métal portée sous la jupe à l'arrière), un chapeau, des gants, un sac à main et des bottines. La qualité, les détails et le style des vêtements révélaient le statut social et économique. L'actrice Ellen Andrée a servi de modèle, comme dans Au Café de Manet (1878), Le Déjeuner des canotiers d'Auguste Renoir (1881) et L'Absinthe d'Edgar Degas (1876)